# Pipara Simara
Pipara Simara (nep. पिपरा सिमरा) – gaun wikas samiti w środkowej części Nepalu w strefie Narajani w dystrykcie Bara. Według nepalskiego spisu powszechnego z 2001 roku liczył on 3355 gospodarstw domowych i 17122 mieszkańców (8340 kobiet i 8782 mężczyzn). W mieście zlokalizowany jest port lotniczy Simara.